# تمناوره-فولبه
تمناوره-فولبه شهری در شهرستان کونگوسی در استان بام در بورکینافاسوی شمالی است و جمعیت آن ۱۰۸ نفر است.